# Václav Pavlíček
Václav Pavlíček (* 8. srpna 1934 Bukovno) je český právník, odborník na ústavní právo. To také jako profesor vyučuje na Právnické fakultě Univerzity Karlovy a Západočeské univerzity. Je známým odborníkem na Benešovy dekrety a jejich obhájcem.

## Biografie
Maturoval na gymnáziu v Mladé Boleslavi, kde byl také politicky činný ve studentských komisích. Poté vystudoval právnickou fakultu University Karlovy, kterou ukončil v roce 1958. Během tohoto studia se také v roce 1954 stal členem KSČ. Po vystudování pracoval jako soudce, od roku 1961 působil na Karlově universitě, a to nejprve jako odborný pracovník (v Ústavu marxismu-leninismu pro vysoké školy), od roku 1963 jako odborný asistent na její právnické fakultě. Byl členem vědeckého týmu pro vývoj politického systému, pro otázky samosprávy, odborné pracovní skupiny rehabilitační komise ÚV KSČ, pro ústavní problematiku ČSAV, v letech 1968–1969 byl předsedou komise pro obnovu činnosti řeholí a členem rehabilitační komise ministerstva kultury.
Z právnické fakulty byl donucen odejít v roce 1971 z politických důvodů, tou dobou byl také vyloučen z KSČ. Později působil jako podnikový právník ve státním podniku JANKA Závody rudých letnic, v Praze 5-Radotíně.
Od počátku roku 1989 vedl právní sekci Československého helsinského výboru, v roce 1990 byl zvolen jeho místopředsedou. Po listopadu 1989 se účastnil legislativních prací zejména v oblasti úpravy politických práv. V lednu 1990 se vrátil na právnickou fakultu, byl jmenován docentem a stal se jejím proděkanem. Byl členem několika legislativních rad vlády, působí také v různých orgánech AV ČR. Od roku 2000 je předsedou Hlávkovy nadace. Je také autorem několika učebnic ústavního práva.
V roce 1991 byl Právnickou fakultou UK (kde byl proděkanem) navržen na funkci ústavního soudce v Ústavním soudě ČSFR, zvolen však v žádném kole nebyl. V roce 2003 byl prezidentem Václavem Klausem (tou dobou byl členem prezidentova konzultativního sboru) navržen na stejnou funkci v Ústavním soudu ČR. V Senátu však získal jen 22 hlasů ze 76, když mu bylo vytýkána zejména jeho aktivní komunistická minulost, kterou ve svém Senátu předkládaném životopise nezmiňoval.
Dne 28. října 2015 ho prezident Miloš Zeman vyznamenal medailí Za zásluhy.

## Dílo (výběr)
- PAVLÍČEK, Václav, a kol. Ústavní právo a státověda. 1. díl Obecná státověda. Praha: Linde, 1998. 369 s. ISBN 80-7201-141-3.
- PAVLÍČEK, Václav, a kol. Ústavní právo a státověda. 2. díl Ústavní právo České republiky - část první. Praha: Linde, 2001. 551 s. ISBN 80-7201-273-8.
- PAVLÍČEK, Václav, a kol. Ústavní právo a státověda. II. díl Ústavní právo České republiky. Část 2.. Praha: Linde, 2004. 241 s. ISBN 80-7201-472-2.
- PAVLÍČEK, Václav. O české státnosti: úvahy a polemiky, část 1., Český stát a Němci. Praha: Karolinum, 2002. 313 s. ISBN 80-246-0489-2.
- PAVLÍČEK, Václav. O české státnosti: úvahy a polemiky, část 2., O právech, svobodách a demokracii. Praha: Karolinum, 2002. 285 s. ISBN 80-246-0564-3.
- PAVLÍČEK, Václav. O české státnosti: úvahy a polemiky, část 3., Demokratický a laický stát. Praha: Karolinum, 2009. 543 s. ISBN 978-80-246-1642-1.
- PAVLÍČEK, Václav. Politické strany po Únoru, I. část. Praha: Svobodné slovo, 1966. 322 s.